# Hard GZ
Hard GZ, noto anche come Lil GZ, pseudonimo di Pedro Ruibal Iglesias (Vigo, 2 agosto 1995), è un rapper spagnolo.

## Biografia
Pedro Ruibal Iglesias nasce a Vigo, in Galizia, e inizia a pubblicare musica all'età di 17 anni. Diviene noto nel 2018 con la pubblicazione del suo primo album in studio ufficiale Kaos nómada, esibendosi in concerti ad Amburgo, Londra e Buenos Aires. Nello stesso anno pubblica l'EP Versus, contenente collaborazioni con ToteKing e Fernandocosta. Il progetto è incentrato sul dualismo tra le sue due identità musicali: Hard GZ, legata all'hip hop old school, e Lil GZ, l'anima più trap dell'artista.
Il suo secondo album, Siempre, viene reso disponibile il 17 aprile 2020, e vede la partecipazione di artisti come Delaossa, Clementino, Anier e Kyne. Il 23 ottobre dello stesso anno è la volta, attraverso l'alter ego Lil GZ, del terzo album Harakiri, seguito, nel 2021, dall'EP di quattro tracce Imperium
Nel marzo 2022 pubblica, insieme al rapper madrileno Nikone, l'EP Mar y tierra, mentre il 17 novembre 2024 esce il suo quarto album, dal titolo Lacosta, caratterizzato dai featuring di Kaze, le Tanxugueiras, Zxmyr, NFX e Bipo Montana.

## Discografia

### Album in studio
- 2018 – Kaos nómada
- 2020 – Siempre
- 2020 – Harakiri (come Lil GZ)
- 2023 – Lacosta

### EP
- 2016 – Kaos nómada vol. 1
- 2017 – Kaos nómada vol. 2
- 2018 – Kaos nómada vol. 3
- 2018 – Versus
- 2021 – Imperium
- 2022 – Mar y tierra (con Nikone)